# Peter Curman
Peter Curman, född 3 januari 1941 i Stockholm, död 3 mars 2021 i Katarina församling i Stockholm, var en svensk författare och kritiker.

## Biografi
Curman var en av initiativtagarna till Författarcentrum 1967, och till bokförlaget Podium  1998. Han var kulturchef på Stockholmstidningen 1981–1983 och på Aftonbladet 1983–1986 och ordförande för Sveriges Författarförbund 1988–1995 och för KLYS från 1995.
Curman, som politiskt oftast har stått till vänster, gjorde hösten 1979 ett oväntat utspel mot den våg av feministisk kamp- och bekännelselyrik som hade kommit på de svenska bokförlagen under några år. För att pröva förlagens trendkänslighet författade han under pseudonymen Lotta Strömberg en samling kampdikter som tematiserade många av de vanligaste schablonerna i genren: systerskap, konfrontativt hat mot män, mytiska inslag, fredskamp, antikapitalism, allt i ett uppskruvat tempo. När diktsamlingen antagits avslöjade Curman sig för förläggaren i ett TV-program. Boken kom därefter inte ut, men ett urval trycktes i Lyrikvännen sommaren 1980. Först 1986 trycktes "Lotta Strömberg"-dikterna som del av samlingsvolymen Fotspår. Curman är begravd på Katarina kyrkogård i Stockholm.

### Redaktörskap
- Skolhat: en antologi (sammanställd av Peter Curman) (Wahlström & Widstrand, 1966)
- 13 interner: vår fångvård (redigerad av Peter Curman) (Aldus/Bonnier, 1968)
- Författarcentrum: en presentation (sammanställd av Siv Arb och Peter Curman) (Bonnier, 1969)

### Översättning
- 1965 – Lennon, John. På eget sätt (In his own write). Översättning: Peter Curman, Ingemar Lindahl. Stockholm: Wahlström & Widstrand. Libris 2129716

## Priser och utmärkelser
- Ture Nerman-priset 1987
- Hedersledamot av Finlands Författarförbund (Suomen kirjailijaliitto) sedan 2010 [5]